# Independence Daysaster - La nuova minaccia
Independence Daysaster - La nuova minaccia è un film televisivo del 2013 diretto da W.D. Hogan.
Il film è stato trasmesso per la prima volta in televisione il 27 giugno 2013 su Syfy ed è stato distribuito in DVD il 27 maggio 2014. Il film è un mockbuster del film del 1996 Independence Day.

## Trama
Mentre l'America sta celebrando il 4 Luglio, il pianeta Terra viene invaso dagli alieni. A cercare di contrastarli ci penserà un vigile del fuoco aiutato da una squadra di scienziati.

## Produzione
Il film è stato girato in quindici giorni con un budget stimato di 1.800.000 dollari.